# Чепрага, Надежда Алексеевна
Наде́жда Алексе́евна Чепра́га (рум. Nadejda Cepraga; род. 1 сентября 1956, Распопены, Резинский район) — советская и молдавская эстрадная певица, член Совета по культуре при Отделе внешних церковных связей Православной церкви Молдовы. Заслуженная артистка Молдавской ССР (1979), Народная артистка Молдавской ССР (1988).

## Биография

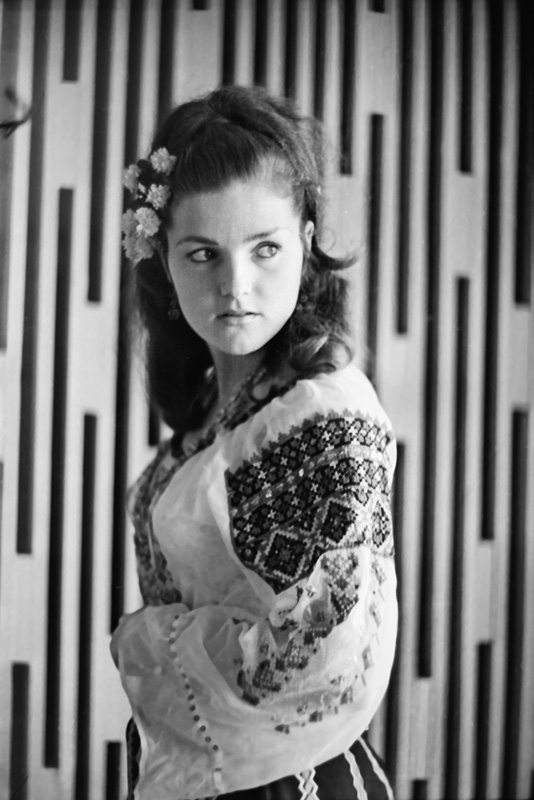
1972 год

Родилась в семье Алексея Павловича Чепраги и Зинаиды Дионисовны Чепрага. В семье пели все; во время сбора урожая Зинаида Дионисовна пела народные песни, в минуты отдыха отец играл на скрипке.
После выступления на фестивале песни в четвёртом классе в 1967 году Чепрага стала солисткой самодеятельного коллектива «Думбрава». В шестом классе в 1969 году она снялась в короткометражном фильме студии «Телефильм Кишинэу» «На сборке винограда» в роли солистки ансамбля. В девятом классе в 1972 году Чепрага дебютировала в одной из популярных детских передач «Будильник» с песней «Весёлая свадьба» на собственные слова и музыку Е. Д. Доги. Вскоре Надежда принимает участие в передаче Центрального телевидения «Экран собирает друзей». После этого её пригласили в оркестр Центрального телевидения и Всесоюзного радио под управлением Ю. В. Силантьева, вместе с которым она записала для первомайского «Голубого огонька» свою первую песню «Весёлая свадьба».
В 1972 году Народный артист СССР И. М. Туманов пригласил Чепрагу на гастроли во Францию, где она участвовала в фестивале народной песни и получила на нём золотую медаль. С песней «Парень из Парижа» дебютировала в зале «Олимпия». В 1973 году выступила на X Всемирном фестивале молодёжи и студентов в Берлине. За песню «Дойна» получила звание лауреата и Золотую медаль в конкурсе фолк-музыки. В том же году вышла первая пластинка-миньон «Струны гитары» с песней Евгения Доги на слова В. Лазарева «Весна — ровесница любви» в исполнении Чепраги.
Была солисткой эстрадно-симфонического оркестра республиканского Гостелерадио, где проработала 10 лет. В 1973—1977 годах училась в музыкальном училище им. Штефана Няги на факультетах вокала и хорового дирижирования. В 1977—1982 годах — училась в консерватории им. Гавриила Музическу в Кишинёве по классу вокала и хорового дирижирования.
В эти годы певица принимала участие в многочисленных конкурсах, фестивалях, телепередачах. Она стала лауреатом фестиваля «Башни Вильнюса-74» (Литовская ССР), дипломантом конкурса «С песней по жизни» (1976, специальный приз за артистичность и телегеничность), лауреатом телефестиваля «Звезда Болгарии», победительницей фестиваля «Интерталант» (1977, Чехословакия), лауреатом Всемирных фестивалей молодёжи и студентов Берлине (1973), Гаване (1978), Москве (1985, за исполнение песни «Во имя мира и любви» вместе с Дином Ридом) и Пхеньяне (1989). В Пхеньяне Чепрага во время торжественного открытия и закрытия фестиваля исполнила фестивальный вальс на корейском языке. В 1988 году на фестивале советско-лаосской дружбы вместе с лаосским певцом Нгуен Тняном она завершила фестиваль национальной лаосской песней.
С 1977 года Чепрага постоянно участвовала в концертах «Песня года» (в том числе в 1985—1987 и 1993 годах). После исполнения песни «Мне приснился шум дождя» в передачах «Голубой огонёк» и «Песня-77» певица стала всесоюзно известной. В 1980 году Чепрага участвовала в юбилейном фестивале «Сопот» и в культурной программе «Олимпиада-80» в Москве. В 1980 году получила звание Заслуженной артистки Молдавии. В том же году фирма «Мелодия» выпустила пластинки-миньон «Влюблённые» и гигант «Молдавский сувенир». В 1979 году выступала с сольной концертной программой «Карусель», в 1980—1983 годах — с сольной программой «Только для Вас».
В 1986 году она приняла участие в заключительном гала-концерте Игр доброй воли. Была почётным гостем фольклорного фестиваля «Мелодии сердца» в Сан-Франциско (1993, Приз зрителей за песню «Хава нагила»), конкурса «Венок песен» (1994, Лос-Анджелес) и фестиваля «Голос Сингапура» (1994, серебряная медаль за песню «Жаворонок»).
В 1988 году получила звание Народной артистки Молдавской Республики. С 1989 года выступала с сольной концертной программой «Дороже песни есть только сердце» (Югославия). В 1990 году фирма «Мелодия» выпустила пластинку-гигант «Вот она какая…»; в Югославии вышла пластинка-гигант «Табор уходит в небо» (Югославия); фирма «Дельта-рекордз» в Нью-Йорке выпустила CD фольклорной музыки «Песни мира». В 1991 году фирма «Арт-рекордз» в Болгарии выпустила пластинку-гигант «Цветы и люди»; фирма «Мелодия» выпустила пластинку-гигант «Перекати-поле»; фирма «Молд-рекордз» — CD «День ангела». В 1994 году фирма «AVA Records» выпустила CD «Надежда Чепрага». В 1996 году фирма «Z-records» выпустила CD «Раба любви»; в Израиле вышел CD «Мария-Мирабелла» (фирма «ADM-records»).
В 1998 году Чепрага выступила на фестивале фолк-музыки в Нашвилле и получила золотую медаль за вокализ «Жаворонок». В 2002 году стала лауреатом международного конкурса «Пилар», в 2003 году — награждена орденским золотым крестом «За самоотверженный труд на благо России». В 2004 году получила диплом Правительства Москвы за участие в ежегодной благотворительной программе «Дети мира и добра».
С 2001 года живёт в Москве. В 2004 году дала концерты в нескольких городах России (на День Победы — в Волгограде), в Молдавии, Германии, Греции, Франции, Италии, Турции и Израиле.
Снялась в 7 фильмах на Центральном телевидении СССР и 11 фильмах на телерадио Молдовы: «На сборе винограда», «Днестровские мелодии», «И славный день настал», «Шесть лет из дому», «Надежда Чепрага», «Встреча с Н. Чепрагой» (1982), «Эскизы к портрету» (1992), «Две руки, сердце и корона» (1998, студия «Динэйр-фильм», США) и другие. В фондах Центрального телевидения, Всесоюзного радио и телерадио Молдовы хранятся записи около 200 песен Чепраги. На песни «Три лилии», «Прокати меня, кудрявый», «Обманщик и обманщица», «Рома-Роман», «Ты чужой», «Ветерок», «Раба любви» и «Не забывайте» сняты видеоклипы.
Надежда Чепрага — член Международного союза деятелей эстрадного искусства, член Московского делового женского клуба «Вера», клуба «Ротари». Является председателем жюри в конкурсе молодых исполнителей эстрадной песни «Россия в сердце и судьбе».

### Семья
- Литвинов, Евгений Александрович (1939—2009) — муж, государственный деятель, экономист, доктор экономических наук, профессор, преподаватель Молдавского государственного университета.
- Литвинов, Иван Евгеньевич (род. 1977) — сын, проживает в Германии.

## Награды
- 1979 год — присвоено звание «Заслуженной артистки Молдавской ССР».
- 1988 год — присвоено звание «Народной артистки Молдавской ССР»[3].
- 2003 год — Надежда Чепрага была награждена Орденским Золотым Крестом «За самоотверженный труд на благо России».
- 2004 год — получает диплом правительства Москвы за участие в ежегодной благотворительной программе «Дети Мира и Добра».
- 2004 год — получила премию «Пегас» за достоинства, пропаганду искусства и общественную деятельность.
- 2005 год — награждается Золотой Медалью к 100-летию М. А. Шолохова за активное участие в фестивале «Шолоховская весна».
- 2007 год — получила медаль Префекта Юго-Восточного района Москвы за вклад в развитие.
- 2008 год — награждена высшим общественным знаком отличия — орденом «Екатерина Великая» I степени.

## Избранные песни
- «А у меня только ты» (И. Енаки — Н. Зиновьев)
- «Будь добра к нам осень» (Ю. Спицын — Ю. Павлов)
- «В краю родном» (Н. Чепрага — Н. Дабижа)
- «Водовороты» (А. Морозов — А. Поперечный) — с ансамблем «Плай»
- «Вот она какая» (Я. Райбург — М. Танич)
- «Записная книжка» (Э. Танина)
- «Затопленная лодка» (А. Мажуков — Н. Зиновьев)
- «Золотой звездопад» (Я. Райбург)
- «Крестьяночка» (Молдавская народная)
- «Любимая страна» (А. Люксембург — А. Кодру)
- «Меланколие» (П. Теодорович — Г. Виеру)
- «Незамужняя» (А. Морозов — А. Поперечный)
- «Перекати-поле» (А. Лунёв — Л. Козлова)
- «Симфония чувств» (И. Теодорович — Г. Виеру)
- «Три линии»
- «Услышь меня» (А. Люксембург — Ю. Павлов)
- «Хочется да колется» (А. Лукьянов — Я. Трусов)
- «Cântecul moldovenesc» (Я. Райбург — Д. Матковски)
- «Nistrule - mândria mea» (Е. Дога — Г.Водэ)

### Избранные песни композитора Е. Доги
- «Амор» («Cântă-mă amor»; Г. Виеру)
- «Весна — ровесница любви» (И. Резник)
- «До встречи» (Н. Дабижа)
- «Кодры Молдовы» (Г. Водэ)
- «Мария Мирабелла» (А.Дементьев)
- «Мне приснился шум дождя» (В. Лазарев), дуэт с Владиславом Конновым
- «Песня Рады» (В. Захарие)
- «Свидание с Москвой» (М. Лаписова)
- «Солнечный день» (В. Лазарев)
- «Струны гитары» (Я. Халецкий)
- «Счастья вам, люди» (А. Дементьев)
- «Человеческий голос» (Р. Рождественский)

## Дискография
CD
- 1991 — «День ангела» («Молд-рекордз»)
- 1995 — «Раба любви» («AVA Records»)
- 1998 — «Незамужняя» («ОРТ-рекордз»)
- 2000 — «Лучшие песни разных лет» (РОФ «Звёзды Отечества»)
- 2002 — «Имена на все времена» (Compilation «Квадро Диск»)
- 2003 — «Звёздная серия» (S.T.R. Records)
- 2004 — «Любовное настроение» (фирма грамзаписи «Никитин»)
- 2004 — «Шум дождя» («Парк-Рекордз»)
- 2007 — «Перекати-поле» («Монолит-рекордс»)
- 2007 — Песни Композитора Евгения Доги («Парк-Рекордз»)
- 2008 — «Поёт Надежда Чепрага» («Мелодия» MEL CD 60 01534")
- 2008 — «Поёт Надежда Чепрага» («Мелодия Украины»)

Виниловые пластинки
- 1976 — «Поёт Надежда Чепрага» («Мелодия» C62-07843-4), миньон — ЕР
- 1978 — «Песни Евгения Доги», миньон — ЕР
- 1984 — «Только ты» («Мелодия» С60 21139 003), диск-гигант — LP
- 1991 — «Вот она какая…» («Мелодия» С60 30897 004), диск-гигант — LP

## Видеография
1. 1969 — На сборе винограда («Телефилм — Кишинэу»)
2. 1973 — Днестровские мелодии («Телефилм — Кишинэу»), песня «Днестр гордость моя», «Веселая свадьба»
3. 1976 — Случай на фестивале («Телефилм — Кишинэу»), за кадром дуэт с Петре Ешану «Дорогая моя Молдова»
4. 1978 — Сказка как сказка (художественный музыкальный фильм), песня «Весна ровесница любви»
5. 1978 — И славный день настал… («Телефилм — Кишинэу»)
6. 1982 — Встреча с Надеждой Чепрагой (фильм-концерт, ЦТ)
7. 1984 — Поёт Надежда Чепрага (фильм-концерт, ЦТ), Надежда Чепрага и ВИА «Плай»
8. 1992 — Эскизы к портрету (фильм-концерт, ЦТ)
9. 1998 — Две руки, сердце и корона (студия «Динэйр-фильм», США)
10. 2001 — Два берега Надежды Чепраги (НТВ), Передача «Женский взгляд» на НТВ с Оксаной Пушкиной
11. 2005 — Кулагин и партнёры (сериал), серия «Надежда» — камео
12. 2012 — Передача «Dor» (Молдова)